# Sparbanken i Helsingborg
Sparbanken i Helsingborg, även kallad "Gamla Sparbanken", var en sparbank i Helsingborg 1836-1980.
Verksamheten inleddes år 1836.
Helsingborg fick ytterligare två sparbanker genom grundandet av Välluvs och Helsingborgs landsförsamlings sparbank 1871 och Hälsingborgs landsförsamlings nya sparbank 1887. Perioden 1922-1934 fanns även Allmänna sparbanken i Hälsingborg, som sedan gick upp i Sparbanken i Helsingborg.
1896-98 uppfördes ett nytt huvudkontor i fastigheten Telegrafen 9 på Järnvägsgatan 3. Det hade ritats i nyrenässansstil av Fritz Ullrich och Eduard Hallquisth. Efter sammanslagning med Nya sparbanken gjordes en tillbyggnad 1973-74 efter ritningar av Sparbankernas arkitektkontor.
Välinge-Kattarps sparbank togs över 1964. 1969 hade banken tio avdelningskontor i Helsingborg, varsitt i Rögle och Kattarp samt en sparbuss.
Under 1971 gick Gamla sparbanken ihop med Nya sparbanken i Hälsingborg och Allerums sparbank. Därefter hade staden bara en sparbank.
1980 bildades Sparbanken Västra Skåne när Sparbanken i Helsingborg gick ihop med Bjuvs sparbank, Sparbanken i Höganäs, Landskrona sparbank, Röstånga sparbank, Svalövs sparbank, Teckomatorps sparbank, Tågarp-Billeberga sparbank och Åsbo sparbank. Sparbanken Västra Skåne skulle delta i bildandet av Sparbanken Skåne 1984, som senare skulle uppgå i Sparbanksgruppen 1991, Sparbanken Sverige 1992 och Föreningssparbanken 1997.